# Odorrana
Odorrana és un gènere d'amfibis anurs de la família Ranidae.

## Distribució
Apareix en rierols de gran pendent al Japó, sud de la Xina i Indoxina i cap a l'oest, nord-est de l'Índia, Myanmar i Tailàndia i cap al sud, en la península de Malaca, Sumatra i Borneo.

## Taxonomia
- Odorrana absita (Stuart and Chan-ard, 2005)
- Odorrana amamiensis (Matsui, 1994)
- Odorrana andersonii (Boulenger, 1882)
- Odorrana anlungensis (Liu and Hu in Hu, Zhao and Liu, 1973)
- Odorrana aureola Stuart, Chuaynkern, Chan-ard and Inger, 2006
- Odorrana bacboensis (Bain, Lathrop, Murphy, Orlov and Ho, 2003)
- Odorrana banaorum (Bain, Lathrop, Murphy, Orlov and Ho, 2003)
- Odorrana bolavensis (Stuart and Bain, 2005)
- Odorrana chapaensis (Bourret, 1937)
- Odorrana chloronota (Günther, 1876)
- Odorrana daorum (Bain, Lathrop, Murphy, Orlov and Ho, 2003)
- Odorrana exiliversabilis Li, Ye and Fei in Fei, Ye and Li, 2001
- Odorrana gigatympana (Orlov, Ananjeva and Ho, 2006)
- Odorrana grahami (Boulenger, 1917)
- Odorrana graminea (Boulenger, 1900)
- Odorrana hainanensis Fei, Ye and Li, 2001
- Odorrana hejiangensis (Deng and Yu, 1992)
- Odorrana hosii (Boulenger, 1891)
- Odorrana indeprensa (Bain and Stuart, 2006)
- Odorrana ishikawae (Stejneger, 1901)
- Odorrana jingdongensis Fei, Ye and Li, 2001
- Odorrana junlianensis Huang, Fei and Ye in Fei and Ye, 2001
- Odorrana khalam (Stuart, Orlov and Chan-ard, 2005)
- Odorrana kuangwuensis (Liu and Hu in Hu, Zhao and Liu, 1966)
- Odorrana leporipes (Werner, 1930)
- Odorrana livida (Blyth, 1856)
- Odorrana lungshengensis (Liu and Hu, 1962)
- Odorrana macrotympana (Yang, 2008)
- Odorrana margaretae (Liu, 1950)
- Odorrana melasma (Stuart and Chan-ard, 2005)
- Odorrana monjerai (Matsui and Jaafar, 2006)
- Odorrana morafkai (Bain, Lathrop, Murphy, Orlov and Ho, 2003)
- Odorrana nanjiangensis Fei, Ye, Xie and Jiang, 2007
- Odorrana narina (Stejneger, 1901)
- Odorrana nasica (Boulenger, 1903)
- Odorrana nasuta Li, Ye and Fei in Fei, Ye and Li, 2001
- Odorrana orba (Stuart and Bain, 2005)
- Odorrana rotodora (Yang and Rao in Yang, 2008)
- Odorrana schmackeri (Boettger, 1892)
- Odorrana sinica (Ahl, 1927)
- Odorrana supranarina (Matsui, 1994)
- Odorrana swinhoana (Boulenger, 1903)
- Odorrana tiannanensis (Yang and Li, 1980)
- Odorrana tormota (Wu, 1977)
- Odorrana trankieni (Orlov, Ngat and Ho, 2003)
- Odorrana utsunomiyaorum (Matsui, 1994)
- Odorrana versabilis (Liu and Hu, 1962)
- Odorrana wuchuanensis (Xu in Wu, Xu, Dong, Li and Liu, 1983)
- Odorrana yentuensis Tran, Orlov and Nguyen, 2008
- Odorrana yizhangensis Fei, Ye and Jiang, 2007
- Odorrana zhaoi Li, Lu and Rao, 2008